# Króm-trioxid
A króm-trioxid vagy króm(VI)-oxid egy szervetlen vegyület, a króm oxidja. A képlete CrO3. Sötétvörös színű, kristályos vegyület. Kristályai rombos szerkezetűek. Erős oxidálószer. Erős méreg. Higroszkópos; vizes közegben hidrolizál: krómsavvá alakul. 

## Kémiai tulajdonságai
Ha vízben oldják, krómsavvá alakul. A krómsav anhidridje.
{\displaystyle \mathrm {CrO_{3}+H_{2}O\rightarrow H_{2}CrO_{4}} }
Tömény oldatban vizet veszít. Ekkor dikrómsav vagy más néven pirokrómsav keletkezik.
{\displaystyle \mathrm {2\ H_{2}CrO_{4}\rightarrow H_{2}Cr_{2}O_{7}+H_{2}O} }
A krómsav és a dikrómsav szabad állapotban nem ismeretesek, sóik(a kromátok és a dikromátok) viszont stabilak.
A króm-trioxid hevítés hatására elbomlik, króm(III)-oxid keletkezik és oxigén fejlődik. Erős oxidálószer. Robbanásszerű hevességgel reagál az etanollal és a dietil-éterrel. 
Melegítés hatására oxigént fejleszt a kénsavból, klórt a sósavból.
{\displaystyle \mathrm {4\ CrO_{3}+6\ H_{2}SO_{4}\rightarrow 2\ Cr_{2}(SO_{4})_{3}+6\ H_{2}O+3\ O_{2}} }
{\displaystyle \mathrm {2\ CrO_{3}+12\ HCl\rightarrow 2\ CrCl_{3}+6\ H_{2}O+3\ Cl_{2}} }

## Élettani hatása
A króm-trioxid erős méreg. Már 0,6 grammja halálos lehet. Főként a vesét támadja meg, de más szervekre is káros. Karcinogén és mutagén hatású.

## Előállítása
A kálium-dikromát forró, tömény oldatából állítják elő kénsavval.
{\displaystyle \mathrm {K_{2}Cr_{2}O_{7}+2\ H_{2}SO_{4}\rightarrow 2\ KHSO_{4}+H_{2}Cr_{2}O_{7}} }
{\displaystyle \mathrm {H_{2}Cr_{2}O_{7}\rightarrow 2\ CrO_{3}+H_{2}O} }

## Felhasználása
Főként oxidálószerként, illetve a galvanotechnikában krómozásra használják.

## Lásd még
- Króm(III)-oxid